# Le Ménil-de-Briouze
Le Ménil-de-Briouze är en kommun i departementet Orne i regionen Normandie i nordvästra Frankrike. Kommunen ligger i kantonen Briouze som tillhör arrondissementet Argentan. År 2022 hade Le Ménil-de-Briouze 529 invånare.

## Befolkningsutveckling
Antalet invånare i kommunen Le Ménil-de-Briouze
| Referens: INSEE |